# Ioana Ducu
Ioana Ducu (n. 18 aprilie 1996, București, România) este o fostă jucătoare de tenis din România. 
În cariera sa, ea a câștigat un titlu dublu în circuitul feminin ITF. La 9 septembrie 2013, ea a fost pe locul 830 iar la 3 noiembrie 2014,  ea a fost pe locul 736 în clasamentul WTA la dublu. 
În iunie 2014, împreună cu colega sa din România Ioana Loredana Roșca, Ducu a câștigat turneul de dublu la fete la Turneul de tenis de la Roland Garros din 2014, învingând în finală perechea CiCi Bellis și Markéta Vondroušová în trei seturi.
În 2017, s-a retras din tenis pentru a începe o carieră în medicină. Ea a jucat ultimul ei meci în circuitul ITF în septembrie 2014, la Sharm El Sheikh, Egipt.

## Finale ITF (1–4)

### Simplu (0–1)
| Legendă                    |
| -------------------------- |
| Turnee de 100.000 USD      |
| Turnee de 75.000 USD       |
| Turnee de 50.000 de dolari |
| Turnee de 25.000 de dolari |
| Turnee de 10.000 de dolari |

| Finale după suprafață |
| --------------------- |
| Hard (0–0)            |
| Zgură (0–1)           |
| Iarbă (0–0)           |
| Carpetă (0–0)         |

| Rezultat | No. | Data              | campionat       | Suprafață | Adversar      | Scor     |
| -------- | --- | ----------------- | --------------- | --------- | ------------- | -------- |
| locul 2  | 1.  | 18 februarie 2013 | Antalya, Turcia | Zgură     | Jovana Jakšić | 2–6, 5–7 |

### Dublu (1–3)
| Legendă                    |
| -------------------------- |
| Turnee de 100.000 dolari   |
| Turnee de 75.000 dolari    |
| Turnee de 50.000 de dolari |
| Turnee de 25.000 de dolari |
| Turnee de 10.000 de dolari |

| Finale după suprafață |
| --------------------- |
| Hard (1–1)            |
| Zgură (0–2)           |
| Iarbă (0–0)           |
| Carpetă (0–0)         |

| Rezultat | No. | Data               | Turneu                 | Suprafață | Partener     | Adversari                        | Scor                 |
| -------- | --- | ------------------ | ---------------------- | --------- | ------------ | -------------------------------- | -------------------- |
| locul 2  | 1.  | 18 februarie 2013  | Antalya, Turcia        | Zgură     | Cristina Ene | Ágnes Bukta Vivien Juhászová     | 1–6, 6–2, [6–10]     |
| locul 2  | 2.  | 12 septembrie 2014 | București, România     | Zgură     | Julia Helbet | Raluca Ciufrila Andreea Ghițescu | 7–6 (2), 1–6, [7–10] |
| locul 1  | 1.  | 22 septembrie 2014 | Sharm El Sheikh, Egipt | Hard      | Eden Silva   | Yui Saikai Natsumi Yokota        | 6–2, 6–4             |
| locul 2  | 3.  | 29 septembrie 2014 | Sharm El Sheikh, Egipt | Hard      | Eden Silva   | Harriet Dart Melis Sezer         | 5–7, 1–6             |

## FinalaGrand Slamla juniori

### Fete dublu
| Rezultat   | An   | Campionat   | Suprafață | Partener             | Adversari                       | Scor             |
| ---------- | ---- | ----------- | --------- | -------------------- | ------------------------------- | ---------------- |
| Câștigător | 2014 | French Open | Zgură     | Ioana Loredana Roșca | CiCi Bellis Markéta Vondroušová | 6–1, 5–7, [11–9] |